# Зера
Марина Пезеровић (Фелдкирх, 16. децембар 2002), позната као Зера, српска и аустријска је поп, треп и хип-хоп певачица.

## Биографија
Свој музички пут започиње снимајући обраде српских песама на Инстаграму. Након што је Раста поделио Зерину обраду песме Ragga Session, јавио јој се Марко Панић Малени, иначе брат Нућија, из издавачке куће Генерације Зед и тако започиње њихова сарадња.
Публици постаје позната након првог сингла До зоре, која садржи делове немачког језика и коју је сама написала. Песма је достигла 3. место у српском трендингу на Јутјубу, а нашла се и на листама у Аустрији и Немачкој.
Снимала је вокале за песме Нућија (Бебо 2, Биби) и Попова (Супер, Мами није рекла, Чик погоди). Зера је написала песму Небо за групу Ђогани.

### Лични живот
Зерини родитељи су пореклом из Новог Сада, а 1989. године су се преселили у покрајину Форарлберг у Аустрији, где је Зера провела детињство.
Музичку школу завршила је у Дорнбирну, а када је напунила 18 година преселила се у Србију како би започела музичку каријеру. Свира гитару и клавир.
Зера је у вези са Марком Панићем Маленим.

## Дискографија

### Синглови
- До зоре (2020)
- Да ли си (2021)
- Зове (2021)
- Намерно са Маленим (2021)
- Папа (2022)
- Из суботе у петак (2022)
- Мој број са Растом (2022)
- Oлако (2022)
- Бараба (2022)
- Калаши (2022)
- Над****а (2023)
- Твоје име (2023) са Хенијем
- Фрауен (2023) са Нућијем
- Алкохол и диско (2023)
- Ццути (2023) са Десингерицом
- Мајмун (2024)
- Златна рибица (2024)
- Четвртак (са Лацкуом) (2024)
- Попстар (са Цвијом) (2024)
- Ццрно (са Десингeрицом и Пајаком) (2024)
- Сестре (2024)

## Награде и номинације
| Година | Награда               | Категорија          | Песма    | Исход      | Реф.   |
| ------ | --------------------- | ------------------- | -------- | ---------- | ------ |
| 2023.  | Music Awards Ceremony | Балкан треп нумера  | Бараба   | Номинација | [ 8 ]  |
| 2023.  | Music Awards Ceremony | Вирални видео       | Бараба   | Номинација | [ 9 ]  |
| 2023.  | Music Awards Ceremony | Музички видео       | Бараба   | Номинација | [ 10 ] |
| 2023.  | Music Awards Ceremony | Њу ејџ колаборација | Мој број | Номинација | [ 11 ] |